# Pontificat
Pontífex és un títol d'alguns líders religiosos, actualment emprat principalment per a referir-se al Papa. En l'antiga Roma era el funcionari que tenia a càrrec seu el pont sobre el riu Tíber. Més tard el terme va prendre altres significats: els pontífexs eren homes que pertanyien al consell religiós suprem de l'antiga Roma, anomenat col·legi de pontífexs (Collegium Pontificum), en el qual el Pontifex Maximus posseïa la màxima representació religiosa. Actualment, el terme es refereix al Papa, cap suprem de l'Església catòlica apostòlica romana. El terme s'aplica també a bisbes i arquebisbes, i per aquest motiu s'acostuma a diferenciar el Papa anomenant-lo Summe Pontífex.

## Etimologia
El terme deriva de paraula francesa pontife, i prové la paraula del llatí del pontifex, un títol utilitzat per a alts sacerdots de l'Imperi Romà. La paraula de pontifex està formada per paraules d'arrel llatina: pons, "pont" + facere, "fer", amb un significat real de "constructor de ponts". Tanmateix, aquesta explicació és discutida i pot ser només una etimologia popular. Vegeu 'Pontifex per a més detalls sobre el terme romà original.